# Sadig Sadigov
Sadig Sadigov (Azerbeidzjaans: Sadıq Sadıqov) (Naxcivan, 9 november 1965) is een Azerbeidzjaanse zakenman. Hij werd in 2009 ook voorzitter van de voetbalclub Neftçi Bakoe.

## Trainers onder Sadıq Sadıqov
- Boyukagha Aghayev (2009)
- Vagif Sadygov (2009–10)
- Arif Asadov (2010–11)
- Boyukagha Hajiyev (2011-heden)